# St.-Nikolaus-Kapelle (Vastorf)

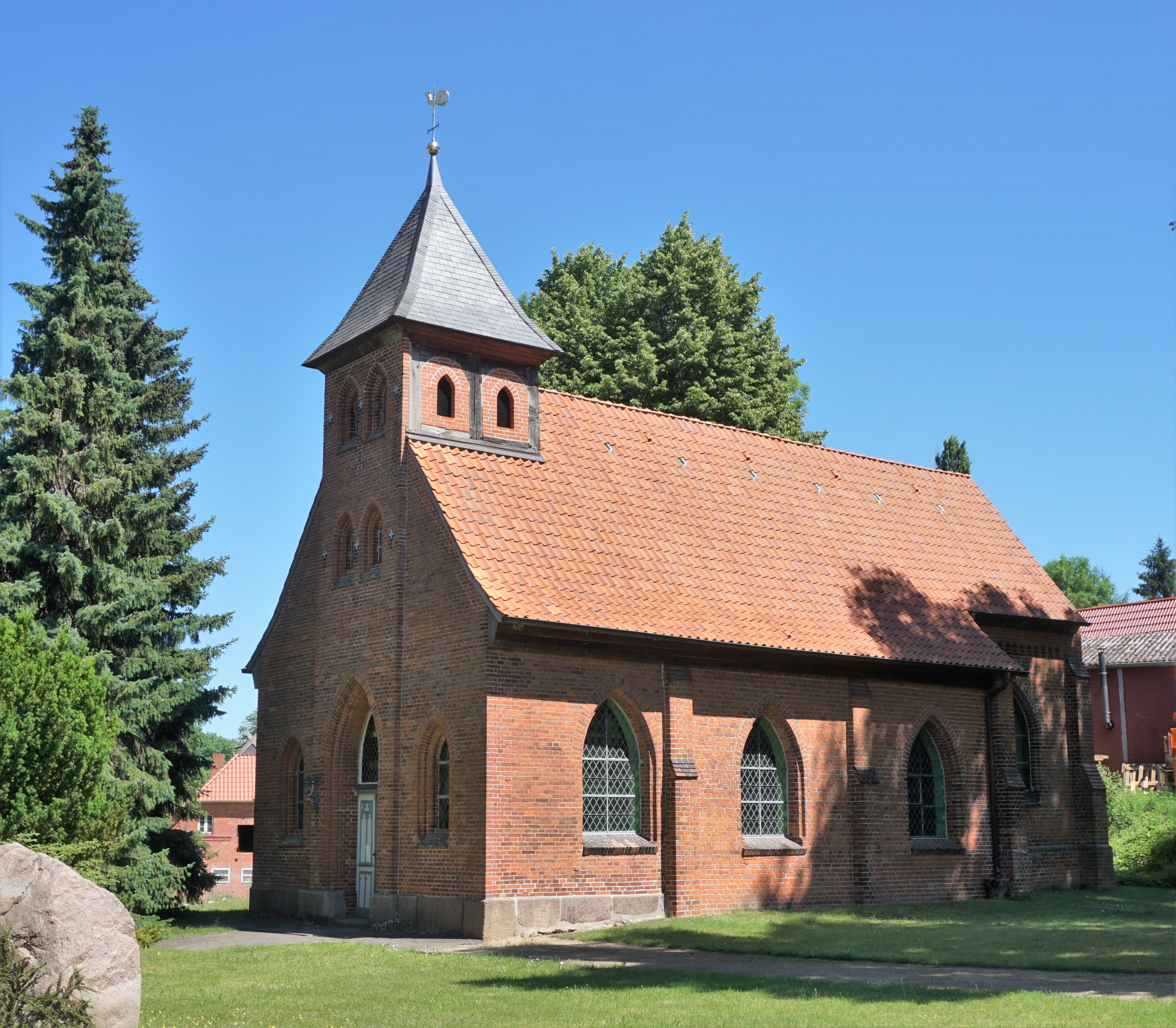
St.-Nikolaus-Kapelle in Vastorf

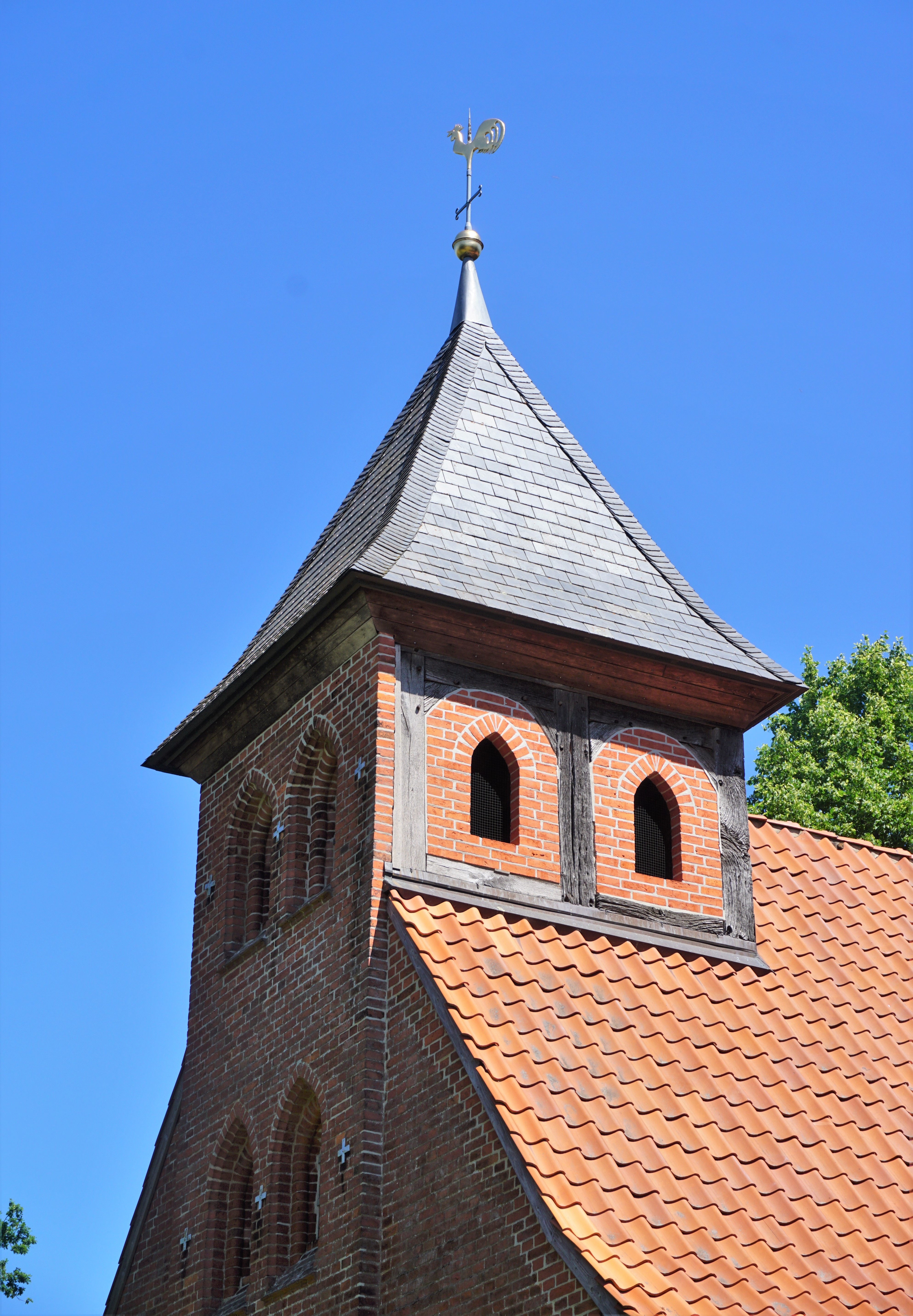
Dachreiter der St.-Nikolaus-Kapelle

Die evangelisch-lutherische St.-Nikolaus-Kapelle steht in Vastorf im niedersächsischen Landkreis Lüneburg. Die kleine Kapelle enthält einen wertvollen geschnitzten gotischen Altaraufsatz sowie mehrere Jahrhunderte alte Holzstatuen.

## Lage
Die Kapelle liegt auf einer kleinen Anhöhe inmitten des historischen Dorfkerns, steht auf einer Wiesenfläche und ist von vereinzelten Bäumen umgeben. Südwestlich der Kapelle befindet sich auf dem Grundstück ein Kriegerdenkmal.

## Geschichte
Der genaue Zeitpunkt der Erbauung der ursprünglichen Kapelle ist unbekannt. Gesichert ist, dass an dem heutigen Standort bereits im 12. oder 13. Jahrhundert eine Kapelle gestanden haben muss. Das Patronat über die Kapelle gehörte zumindest zeitweise dem St.-Michaelis-Kloster in Lüneburg.
Die Gestalt der Kapelle wurde mehrfach baulich verändert. Der direkte Vorgängerbau der heutigen Kapelle besaß starke Feldsteinmauern und war mit einer hölzernen Turmspitze ausgestattet. Der heutige Bau entstand im Zeitraum 1900 bis 1910, wobei auch Gebäudeteile aus dem Spätmittelalter erhalten blieben. Weite Teile der heutigen Ausstattung stammen aus der Zeit des Umbaus.
Gottesdienste finden in der Kapelle heute nur noch zu besonderen Anlässen und hohen Feiertagen statt. Sie gehört neben der Matthäuskirche in Barendorf, der St.-Vitus-Kirche in Reinstorf und der Petri-Kirche in Wendhausen zur Kirchengemeinde Reinstorf im Kirchenkreis Lüneburg im Sprengel Lüneburg der Evangelisch-lutherischen Landeskirche Hannovers.

## Architektur
Die St.-Nikolaus-Kapelle ist ein kleiner Backsteinbau mit einem eingezogenen rechteckigen Chor. Westlich über dem Haupteingang besitzt die Kapelle einen Dachreiter aus Fachwerk. Der Dachreiter ist mit Schieferplatten gedeckt, das Langhaus mit roten Ziegeln. Das Langhaus und der Chorraum sind mit spitzbögigen Fenstern ausgestattet.
Die Kapelle ist eine Saalkirche und besitzt einen schlicht gestalteten Innenraum. Der Chorraum ist leicht erhöht und öffnet sich mit einem spitzen Triumphbogen zu dem Kirchenschiff. Das Kirchenschiff ist trapezförmig und wird von einer Holzdecke überspannt. Über dem Haupteingang befindet sich eine Empore.

## Ausstattung

### Vastorfer Altarretabel
Das Vastorfer Altarretabel ist ein kleiner Flügelaltar, der im Aufbau einem Reihenaltar und Triptychon entspricht, und um 1430 geschaffen wurde. Zentrales Thema des Retabels ist die Marienkrönung, die in der Mitte des Schreins dargestellt ist. Das Retabel enthält acht Figuren, die jeweils in einzelnen Feldern stehen, die nach oben durch einen gerundeten Kielbogen abgeschlossen werden. Neben Maria und Jesus, die in der Mitte des Schreins auf einer Bank sitzen und beide bekrönt sind, steht links beziehungsweise rechts jeweils ein Apostel. Die Seitenflügel enthalten jeweils zwei Figuren. Im linken Flügel stehen zwei Apostel, während im rechten Flügel links ein Apostel und rechts der Patronatsheilige der Kapelle, der heilige Nikolaus, steht.
Auf wen das Retabel zurückgeht, ist nicht bekannt; allerdings weist es Ähnlichkeiten zur Goldenen Tafel aus St. Michaelis, dem Gudower Retabel und dem Eimker Reihenaltar auf, weshalb das Vastorfer Retabel wohl ebenfalls in einer Lüneburger Werkstatt geschaffen wurde.

### Weitere Ausstattungsstücke
Die Kapelle besitzt eine große gefasste Holzfigur des heiligen Nikolaus, die Anfang des 16. Jahrhunderts hergestellt wurde. Die Figur des Nikolaus befindet sich über der Tür zur Sakristei im Chorraum. Links neben dieser Tür ist zusätzlich eine Figur der heiligen Barbara angebracht, deren Alter unbekannt ist, jedoch höher liegt als das der Statue des Nikolaus. Weiterhin enthält die Kapelle eine stark beschädigte Holzfigur der heiligen Anna.
Die Orgel der Kapelle befindet sich auf der Empore über dem Haupteingang.